# 森洸
森 洸（もり ひかる、1982年2月11日 - ）は、福岡放送のアナウンサー。元サガテレビアナウンサー。佐賀県佐賀市出身。

## 経歴・人物
- 佐賀県佐賀市出身。大学以外は佐賀市で過ごす。
- 東京学芸大学卒業。
- 大学時代、テニスサークルに所属。
- 血液型はO型。
- AIRの大ファン。
- 2004年4月 - 2016年3月までサガテレビアナウンサーだった。
- サガテレビアナウンサーであったが、中途採用試験を受け、2016年4月に福岡放送に移籍した。（ちなみに、福岡放送報道部記者の市原万起子は2009年2月 - 2012年3月までサガテレビ契約アナウンサーであった。）

## 出演

### 現在の担当番組
- めんたいワイド ニュース担当、松井礼明不在時のMC代理

### 過去の担当番組
サガテレビ在籍時代
- めざましテレビ 佐賀県担当
- stsスーパーニュース キャスター
- かちかちワイド メインMC
- かちかちPress メインMC

福岡放送在籍中
- バリはやッ!ZIP! - MC（2017年10月2日 - 2023年3月31日）